# Ченцово (Вологодская область)
Ченцово — деревня в Сокольском районе Вологодской области.
Входит в состав Чучковского сельского поселения, с точки зрения административно-территориального деления — в Чучковский сельсовет. Расположена к югу от автодороги А123.
Расстояние по автодороге до районного центра Сокола — 85 км, до центра муниципального образования Чучкова — 2 км. Ближайшие населённые пункты — Дьяково, Васильевское, Слободищево, Скоморохово, Чучково.
По данным переписи в 2002 году постоянного населения не было.